# Vinciane Moeschler
Pour les articles homonymes, voir Moeschler.
Vinciane Moeschler, née en 1965 à Genève (Suisse), est une journaliste, romancière, dramaturge et réalisatrice franco-suisse.

## Biographie
Vinciane Moeschler naît à Genève.
Elle publie à 25 ans son premier roman Schéhérazade, ma folie.
En 2007, elle réalise un court métrage, Hannah,.
Deux de ses pièces sont portées à la scène : Mal de mère qui évoque la figure de l'infanticide et Garbo n'a plus de sourire, celle des femmes tondues à la Libération.
Parallèlement, elle anime des ateliers d'écriture en milieu psychiatrique.
Son roman Trois incendies (éditions Stock) obtient le prix Victor Rossel en 2019.
Son roman Alice et les autres (ÉditIon Mercure de France, 2021) la sélectionne au Prix Littéraire des Jeunes Européens dans la catégorie ‘auteur européen d’expression française’ édition 2023[réf. nécessaire].

## Romans
- Schéhérazade, ma folie, Éditions Luce Wilquin, 1990  (ISBN 2-88253-019-6)
- La Leçon de Pose, L’Âge d’Homme, 1994  (ISBN 2-8251-0555-4)
- Vivants à n'en plus finir, L’Âge d’Homme, 1996  (ISBN 2-8251-0753-0)
- Annemarie S. ou Les fuites éperdues, L’Âge d’Homme, 2000, (Édition de poche 2007) traduction espagnol (éd. Libreria universiteria, Barcelone, 2001) (ISBN 2-8251-1284-4)
- Trois incendies, Stock, 2019 (ISBN 978-2-234-08639-5), prix Victor-Rossel[8],[9]
- Alice et les autres, Le Mercure de France - Gallimard, 26 août 2021, 208 p. (ISBN 9782715256682, lire en ligne)

## Jeunesse
- À corps parfait, Le Muscadier, 2020  (ISBN 979-10-96935-57-4)

## Théâtre
- Brooklyn Paradise, lecture au Théâtre de la Balsamine, 2009.
- Mal de mère, mise en scène de Michel Bernard, Théâtre Marni, 2009.
- Garbo n’a plus le sourire, mise en scène de Véronique Biefnot, théâtre Royal du Parc, 2010. Publication aux éditions Lansman.

## Cinéma
- Hannah, court métrage, PBC productions, 2007.